# Square de Chaillot
Le square de Chaillot est une voie du 16e arrondissement de Paris, en France.

## Situation et accès
Le square de Chaillot est une voie située dans le 16e arrondissement de Paris. Il débute au 37, rue de Chaillot et se termine en impasse.

## Origine du nom

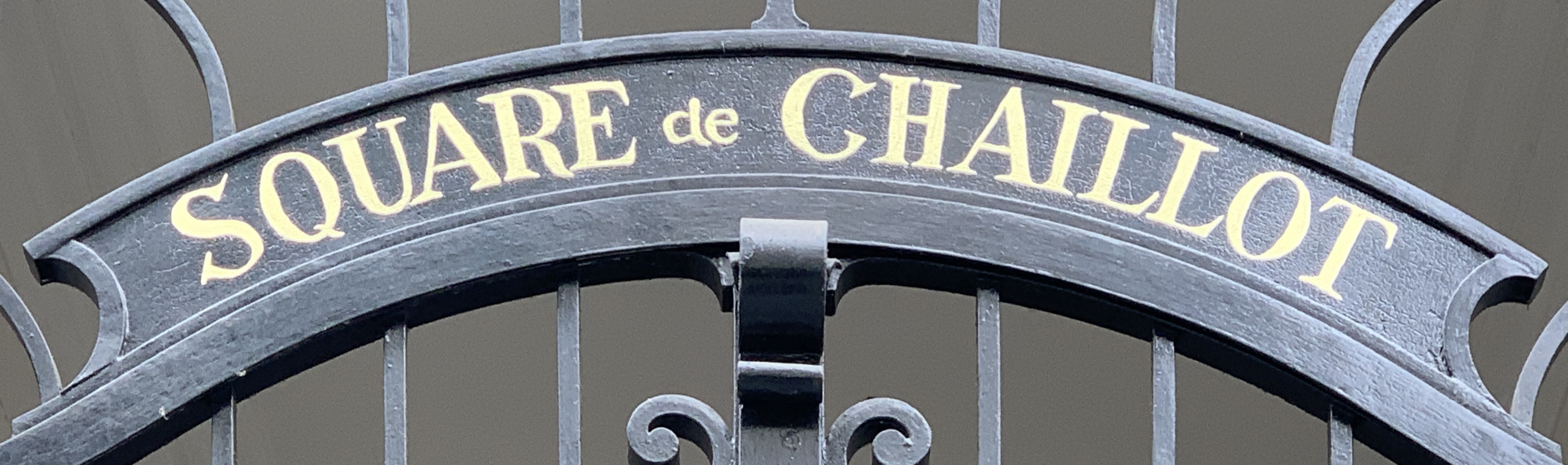
Inscription du square.

Il porte ce nom en raison de son voisinage avec la rue de Chaillot.